# 天鵝龍鰧
天鵝龍鰧為輻鰭魚綱鱸形目南極魚亞目淵龍鰧科的其中一種，分布於南冰洋海域，屬深海魚類，棲息深度在水深110至300公尺，體長可達41公分，繁殖期在秋季及初冬，屬肉食性，以糠蝦或多毛類等為食。